# Kevin Kraus
Kevin Kraus (*  12. August 1992 in Wiesbaden) ist ein deutscher Fußballspieler.

## Karriere

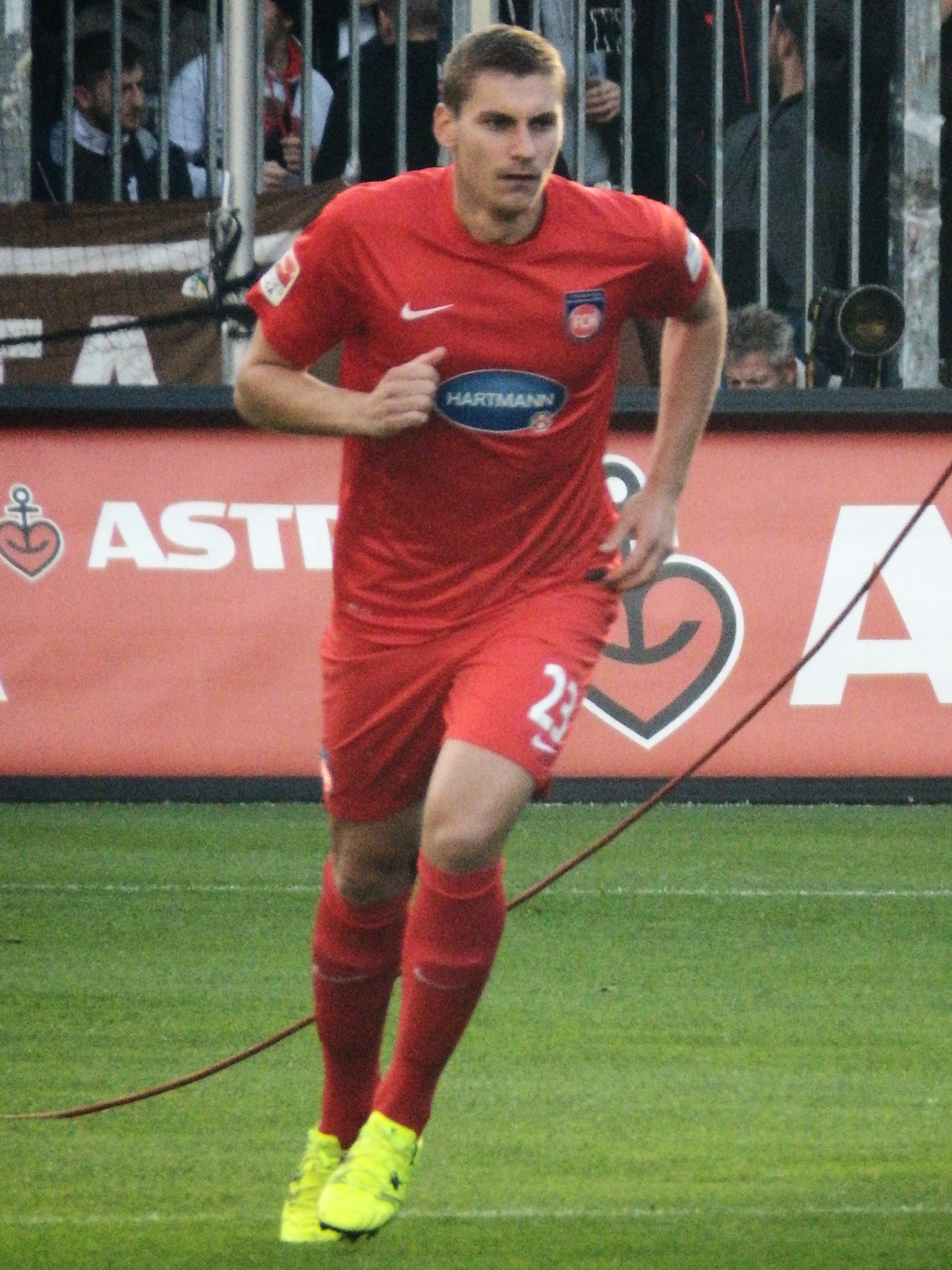
Kraus im Trikot des 1. FC Heidenheim (2015)

Der Innenverteidiger begann 1998 seine Karriere beim SV Niederseelbach und ging 2001 ins benachbarte Taunusstein zum SV Wehen, für den er bis 2004 spielte. Danach wechselte er zu Eintracht Frankfurt, für die er nach seiner Jugendzeit in der zweiten Mannschaft zum Einsatz kam und zusätzlich am 16. Januar 2011 sein Bundesligadebüt im Heimspiel gegen Hannover 96 gab. In der Folgezeit wurde er noch häufiger in den Spieltagskader der Profimannschaft berufen, kam aber zu keinem weiteren Einsatz.
Am 23. Mai 2011 gab die SpVgg Greuther Fürth die Verpflichtung von Kraus bekannt. Er unterschrieb einen Dreijahresvertrag bis zum 30. Juni 2014. Zu seinem ersten Zweitligaeinsatz kam er am 20. November 2011 beim 4:0-Heimsieg gegen den FSV Frankfurt. Am 14. April 2012 erlitt er bei der 0:2-Niederlage der Fürther U23-Reserve gegen den SV Waldhof Mannheim einen Kreuzbandriss und fiel für den Rest der Saison aus.
Zur Rückrunde 2012/13 wurde er an den Drittligisten 1. FC Heidenheim verliehen, um dort bis zum Saisonende 2012/13 Spielpraxis sammeln zu können. Bei seiner Rückkehr nach Fürth stand er am 1. Spieltag gegen Arminia Bielefeld in der Startaufstellung und spielte über die volle Spielzeit. 2014 wechselte Kraus erneut zum 1. FC Heidenheim. Nach vier Saisons mit Heidenheim in der 2. Bundesliga wurde sein Vertrag nach der Saison 2017/18 nicht verlängert.
Am 13. Juni 2018 unterschrieb Kraus beim 1. FC Kaiserslautern für drei Jahre. 2022 stieg er mit dem FCK in die 2. Bundesliga auf. Kraus war fast in seiner kompletten Zeit beim FCK als Stammspieler in der Innenverteidigung gesetzt. Erst während der Saison 2023/24 verlor er seinen Stammplatz. Sein auslaufender Vertrag wurde nach der Saison nicht verlängert.
Im Februar 2025 schloss er sich dem Oberligisten SC Idar-Oberstein an.